# علم جزر البهاما
أعتمد علم جزر البهاما في 10 تموز - يوليو من سنة 1973 ويتكون علم البهاماس من ثلاثة ألوان هي الأزرق، الأصفر والأسود.

## معنى الوان العلم
- الأزرق: يرمز إلى المياه المحيطة بجزر البهاما المحيط الأطلسي والبحر الكاريبي.
- الأصفر: يرمزإلى شواطئ البلاد.
- الأسود: يرمز إلى سكان جزر الباهاماس والبالغ عددهم حوالي 330000 نسمة حسب إحصائيات سنة 2009.